# Anthophora simplicipes
Anthophora simplicipes är en biart som beskrevs av Morawitz 1880. Anthophora simplicipes ingår i släktet pälsbin, och familjen långtungebin. Inga underarter finns listade i Catalogue of Life.